# 10-脱氧酒霉内酯
10-脱氧酒霉内酯是一种有机化合物，化学式为C17H28O4，属于一种大環內酯和聚酮，存在于鏈黴菌屬的Streptomyces venezuelae等物种中。